# Musée régional d'Argenteuil
Le Musée régional d'Argenteuil est un musée à but non lucratif situé à Saint-André-d'Argenteuil, dans la région touristique des Laurentides au Québec. Il ouvre ses portes en 1936 et il est le seul musée historique dans la région des Laurentides.

## Description
Le musée présente des expositions permanentes et temporaire, dans dix salles d'exposition, ayant un lien avec l'histoire d'Argenteuil. Il présente aussi des activités culturelles, un programme éducatif, et conserve aussi une collection et des archives qui datent de 1788 à 2001. Il offre des visites guidées pour des groupes, des groupes scolaires et des familles.

## Mission
Le Musée régional d'Argenteuil s'est donné comme mission de conserver et mettre en valeur l'histoire, dans un lieu d'exposition avec des artefacts, plusieurs pièces d'archives, des livres ainsi que des publications pour faire connaître l'histoire de la contrée d'Argenteuil.

## Histoire du musée
Le Musée régional d'Argenteuil a été construit en 1938. Il est établi à l'intérieur de l'ancienne Caserne de Carillon. Il est classé comme le deuxième plus ancien musée privé, tout juste après le Château Ramezay.
La Caserne de Carillon, qui a une architecture de style géorgien colonial, a été construite entre 1825 et 1833. Cette caserne a d'abord servi d'entrepôt pour y mettre de l'équipement pour la construction d'un canal partant des rapides du Long Sault. Par la suite, durant les Rébellions de 1837, la caserne fut acquise par le gouvernement britannique et devient un lieu d'hébergement pour les soldats participant à la rébellion du Bas-Canada jusqu'en 1840. En 1864, la caserne a été renouvelée pour devenir un hôtel pour les passagers voyageant sur les bateaux qui empruntaient la rivière des Outaouais, grâce à Ottawa River Navigation Company qui a acheté cette bâtisse. En 1936, elle est de nouveau transformée pour enfin devenir le musée actuel qui est ouvert au grand public. À présent, cet endroit a été nommé lieu historique et elle est gérée par le fédéral par l’agence Parcs Canada.

## Exposition permanente
Le musée est constitué de 15 salles pour offrir plusieurs expositions. Il conserve environ 10 000 artefacts représentant l’histoire à cette époque. Les collections du musée sont composées d’une multitude de documents, d'archives et de livres rares.
Il présente, entre autres, les expositions suivantes : 
- Racines d’Argenteuil en sol et en eaux
- Le mémorial de la famille Abbott
- Le boudoir victorien
- Il était une fois quatre seigneurs
- Habits rouges et casseroles
- Sous le baldaquin
- Mains froides, cœur chaud
- L’Imaginaire enfantin
- Le mémorial de la famille Abbott
- Argenteuil, ma vie comme rivières

## Les expositions
Depuis 2012, le Musée régional d’Argenteuil a fait place à trois autres expositions dans le musée: 
- L’histoire industrielle de la ville de Lachute en 1885’’
- La compagnie de filature Ayers
- La salle des costumes

Le musée offre depuis 2015 un nouveau programme éducatif intitulé «Argenteuil, ma ligne de temps» pour les groupes scolaires. Il permet aux enfants d’effectuer un parcours qui fait voir les artefacts et de parcourir l’histoire d’Argenteuil.

## Prix
Le Conseil de la culture des Laurentides a organisé la 26e édition des Grands Prix, qui soulignent des réalisations dans les domaines du patrimoine et de la culture. Parmi les candidats, le Musée régional d’Argenteuil a remporté le prix ambassadeur grâce au professionnalisme du personnel, la qualité de leurs expositions ainsi pour l’intégration de nouvelles technologies dans leurs toutes dernières expositions.